# نظرية المعالجة المزدوجة (علم النفس الأخلاقي)

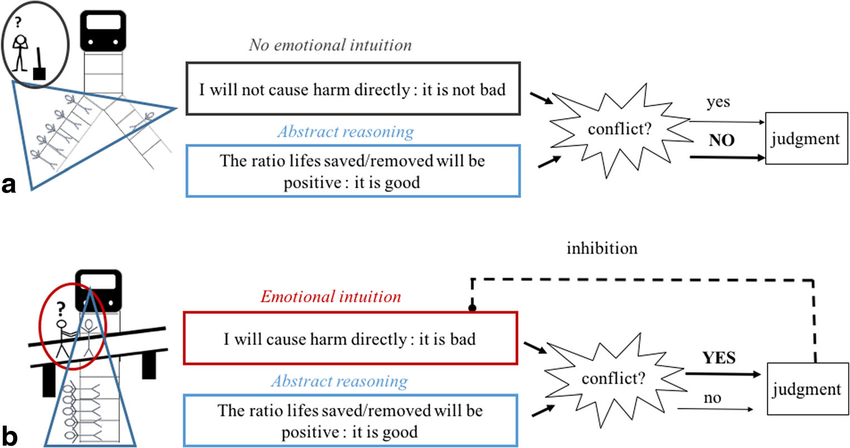

نظرية المعالجة المزدوجة (بالإنجليزية: Dual process theory) هي نظرية عن المحاكمة الأخلاقية عند البشر لها تأثير كبير، تفترض امتلاك البشر نظامين فرعيين منفصلين يشاركان في عمليات الاستدلال الأخلاقي: أحدهما سريع وحدسي يسوقه الشعور، بينما الآخر بطيء يتطلب تأنٍ واعٍ وحمل إدراكي عالٍ. اقترحه في البداية جوشوا غرين برفقة بريان سومرفيل، ولي نيستروم، وجون دارلي، وجوناثام ديفيد كوهين وغيرهم الكثير، يمكن اعتبار النظرية مثالًا على مجال معين من تفسيرات المعالجة المزدوجة في علم النفس، مثل تمييز دانيال كانمان «النظام 1/النظام 2» المنشور في كتابه التفكير السريع والبطيء. أكد غرين كثيرًا على الدلالات القياسية للنظرية، الأمر الذي فتح جدلُا واسعًا في الأخلاقيات.
تملك نظرية المعالجة المزدوجة تأثيرًا مهمًا على الأبحاث في مجال علم النفس الأخلاقي. ذُكرت استقصاءات التصوير بالرنين المغناطيسي الوظيفي الأصلي التي تقترح تفسير المعالجة المزدوجة في أكثر من 2000 مقالة علمية، مما أدى إلى استخدام واسع لنفس المنهجية بالإضافة إلى ظهور العديد من الانتقادات.

## الارتباطات الأساسية
تؤكد نظرية المعالجة المزدوجة للمحاكمة الأخلاقية أن القرارات الأخلاقية هي نتاج إحدى العمليتين الذهنيتين المميزتين:
1. تكون المعالجة الشعورية التلقائية سريعة وغير واعية، فتعطي سلوكيات ومحاكمات حدسية. وقد تكون العوامل المؤثرة على المحاكمة الأخلاقية في هذا النموذج من الصعب الوصول إليها بالوعي.[11]
2. تتضمن المعالجة المضبوطة بالوعي تفكيرًا مترويًا وبطيئًا. تكون المحاكمة الأخلاقية في هذا النموذج أقل تأثرًا بالتصورات الشعورية الآنية لاتخاذ القرار. فبدلًا من ذلك، يمكن أن تكون مستمدة من المعرفة العامة والمفاهيم الأخلاقية التجريدية، مقترنة بتحليل أكثر ضبطًا للميزات الظرفية.

وبعد التجارب العلمية العصبية، التي كانت فيها المواضيع في مواجهة مع معضلات أخلاقية إثر قضية العربة المشهورة لفليبا فوت (انظر إلى الشكل 1)، يدّعي جوشوا غرين بأن العمليتين يمكن ربطهما بفئتين من النظريات الأخلاقية، على التوالي.
يُطلق عليها مشكلة التوتر المركزية: تُدعم المحاكمة الأخلاقية التي تتميز بالأخلاق الواجبة ببديهيات وعمليات شعورية تلقائية بشكل تفضيلي. وعلى الجانب المقابل، يدبو أن المحاكمة النفعية تُدعم على نحو مميز بالعمليات المضبوطة بالوعي والتفكير المتروي.

### التشبيه بالكاميرا
كمثال إيضاحي لنظريته عن المعالجة المزدوجة، يقارن غرين المعالجة المزدوجة في الدماغ البشري بالكاميرا الرقمية ذات العدسة الأحادية المشتركة التي تعمل بوضعين مناسبين: تلقائي ويدوي. يستطيع المصور إما توظيف الإعدادات التقائية  «التصويب والالتقاط»، والتي تكون سريعة وذات فعالية عالية، أو إعدات التعديل والتحسين في الوضع اليدوي، والذي يتميز بالمرونة العالية التي يمنحها للمصور.
يعد التفكير الأخلاقي مزدوج المعالجة استجابةً فعالةً لتسوية المرونة والفعالية المشابهة. فنحن نعتمد عادةً على «الإعدادات التلقائية» ونسمح للحدس في قيادة سلوكنا ومحاكمتنا. تنبع المحاكمة في «الوضع اليدوي» من المعرفة العامة عن «كيف يعمل العالم» والفهم الواضح للميزات الظرفية الخاصة. تتطلب عمليات هذا النظام «الوضع اليدوي» تأنيًا واعيًا مجهدًا.
يقرّ غرين بأن هذا التشبيه ذو قوة محدودة. فبينما يستطيع المصور التبديل بين الوضعين التلقائي واليدوي، تكون العمليات الحدسية التلقائية للتفكير البشري نشيطة دائمًا: يحتاج التأني الواعي أن «يفوق» حدسنا. بالإضافة إلى هذا، لا تكون الإعدادات التلقائية لأدمغتنا «فطرية» بالضرورة، ولكنه يمكن تغييرها من خلال التعلم (الثقافة).

### التفاعل بين الأجهزة
هناك عدم اتفاق حول ما إذا كانت العمليتان تتفاعلان فيما بينهما أو عن الطريقة التي تتم بها. فعلى سبيل المثال، لا يكون واضحًا فيما إذا كان المستجيبون للأخلاق الواجبة يعتمدون تلقائيًا على الاستجابة المجهزة حسيًا بدون أي اعتبارات نفعية أو فكرية أو إذا كانوا يلاحظون الاستجابة الحدسية البديلة ولكن -عند النظر- يقررون عكسها.  تشير هذه التفاعلات البديلة إلى نماذج مختلفة من التفاعل: نموذج متسلسل (أو «التدخل الافتراضي»)، ونموذج متزامن.
تفترض النماذج المتسلسلة أنه يوجد في البداية تركيز خاص على النظام الحدسي عند إصدار الأحكام ولكن هذه المعالجة الافتراضية قد تُتبع بمعالجة متروية في مرحلة متقدمة. يُصنف عادة نموذج غرين وغيره ضمن هذه الفئة. وبالمقابل، يفترض النموذج المتزامن أن كلتا العمليتين تُفعّلان معًا منذ البداية.
تقدم نماذج الفئة السابقة دعمًا لوجهة النظر التي ترى أن البشر سيتجنبون النظام المتروي الأكثر تطلبًا متى ما أمكن لهم ذلك، سعيًا منهم لتقليل الجهد المعرفي.  وسيختاره فقط المستجيبون النفعيون. وهذا يعني كذلك أن المستجيبن النفعيين لن يخوضوا أي صراع من «الانسحاب النفعي» للمعضلة: لم يشاركوا في المعالجة التي تفضي إلى هذه الاعتبارات في المقام الأول. وفي المقابل، سيشرك كلًا من المستجيبن النفعيين والمستجيبن للأخلاق الواجبة نظامي المعالجة معًا. يعلم المستجيبون للأخلاق الواجبة أنهم يواجهون استجابات متناقضة، ولكنهم لا يشركون المعالجة المتروية لفترةٍ كافيةٍ  تخوّلهم تجاوز الاستجابة الحدسية (الواجبة).
وضمن أبحاث المعالجة المزدوجة العامة، ناقش بعض العلماء أن النموذجين المتسلسل والمتزامن فشلا في التقاط الطبيعة الحقيقية للتفاعل بين نظامي المعالجة المزدوجة. وزعموا أن بعض العمليات التي يُشاع عنها انتماؤها إلى النظام المتروي يمكن في الواقع أن يُشار عليها من قبل النظام الحدسي فنحن بحاجة للتفكير بالنماذج المختلطة في ضوء هذه الأدلة. تقدم النماذج المختلطة الدعم لفكرة «الحدس النفعي»، والتي هي استجابة نفعية يُشار إليها من قبل النظام المعرفي التلقائي «المندفع بالشعور».

## الأدلة العلمية

### التصوير العصبي
يستخدم غرين التصوير بالرنين المغناطيسي الوظيفي لتقييم أنشطة الدماغ واستجابات الناس عند مواجهة متغيرات مختلفة من معضلة العربية الشهيرة في الأخلاقيات.
هناك إصداران من معضلة العربة. الأول هو معضلة سائق العربة والآخر معضلة جسر المشاة المقدمة على النحو التالي.
معضلة التحويل «أنت على عجلة قيادة عربة خارجة عن السيطرة تقترب بسرعة من مفترق طرق. يوجد على الطريق الفرعي الأيسر خمسة عمال سكك حديدية. وعلى الطريق الفرعي الأيمن عامل سكك حديدية واحد. إذا لم تفعل شيئًا فستتجه العربة إلى اليسار، مما يتسبب بمقتل العمال الخمسة. الطريقة الوحيدة لتجنب مقتل هؤلاء العمال هو بضغطك مفتاح لوحة العدادات الذي سيجعل العربة تذهب باتجاه اليمين، متسببة بقتل العامل الوحيد. هل يناسبك ضغط المفتاح من أجل تجنب موت العمال الخمسة؟ (يرى معظم الناس أنه من المناسب ضغط المفتاح في هذه الحالة).
معضلة جسر المشاة: «تتجه عربة خارجة عن السيطرة إلى أسفل المسار نحو خمسة عمال سيُقتلون في حال استمرت العربة في مسارها الحالي. أنت على جسر مشاة فوق المسار، ما بين العربة المقتربة والعمال الخمسة. يوجد إلى جانبك فوق جسر المشاة هذا رجل غريب سمين. الطريقة الوحيدة لإنقاذ حياة العمال الخمسة من خلال دفع هذا الغريب من على الجسر وباتجاه المسار إلى الأسفل إذ أن جسمه الكبير سيوقف العربة. سيموت الغريب إذا قمت بهذا، ولكنك ستنقذ حياة العمال الخمسة. هل يناسبك دفع الرجل الغريب باتجاه المسار من أجل إنقاذ العمال الخمسة؟ (يرى معظم الناس أنه من غير المناسب دفع الرجل الغريب باتجاه المسار).
أجرى غرين وزملاؤه تجارب تصوير بالرنين المغناطيسي الوظيفي من أجل التحري عن مناطق دماغ التي كانت نشيطة عند الخاضعين للتجربة أثناء الاستجابة إلى «المعضلات الشخصية» مثل معضلة جسر المشاة و«المعضلات غير الشخصية» مثل معضلة التحويل. عُرّفت «المعضلات الشخصية» بتلبية ثلاثة شروط: أ) يمكن للفعل قيد النظر المنتظر إلى حد ما أن يؤدي إلى ضرر جسدي، ب) يلحق الأذى أشخاصًا محددين أو أعضاء من مجموعة محددة وج) لا يكون الضرر نتيجة تحويل ضرر موجود مسبقًا إلى طرف آخر. صُنّفت جميع المعضلات الأخرى على أنها «غير شخصية». لوحظ أنه عند الاستجابة إلى المعضلات الشخصية، ظهر عند المجرّب عليهم زيادة فعالية في مناطق الدماغ  المتعلقة بالشعور (القشرة أمام الجبهية الناصفة، والتلفيف الحزامي الخلفي/الطلل، والتلم الصدغي العلوي، والفصيص الجداري السفلي، واللوزة الدماغية)، بينما عند الاستجابة إلى المعضلات غير الشخصية، أظهروا زيادة فعالية في مناطق الدماغ المرتبطة بالذاكرة العاملة (القشرة أمام الجبهية الظهرانية الوحشية والفص الجداري). في الأعمال الأخيرة، صرح غرين أن اللوزة الدماغية مسؤولة بدئيًا عن الاستجابة الشعورية، بينما القشرة أمام الجبهية البطنية الإنسية مسؤولة عن الموازنة بين الاستجابة العواقبية (بالإنجليزية: (consequentialist والاستجابة الشعورية. ولذلك، توجد ثلاثة مناطق من الدماغية معنية بدئيًا في خلق المحاكمات الأخلاقية. ويعطي هذا طريقًا لما سماه غرين مبدأ التوتر المركزي: «تُدعم محاكمات الأخلاق الواجبة التمييزية من خلال  الاستجابات الشعورية التلقائية على نحو تفضيلي، بينما تُدعم المحاكمات العواقبية التمييزية بشكل تفضيلي من خلال التفكير الواعي والعمليات المتحالفة للضبط المعرفي».
يشير غرين إلى كمية كبيرة من الأدلة مستمدة من العلوم المعرفية تقترح أن الميل لمحاكمة الأخلاق الواجبة أو العواقبية تعتمد على فيما إذا كانت ردود الفعل الشعورية الحدسية أو ردود الفعل المحسوبة أكثر مشركةً في عملية اتخاذ الحكم. على سبيل المثال، يؤدي تشجيع التأني أو إزالة ضغط الوقت إلى زيادة في الاستجابة العواقبية. يرفع أداء مهمة ثانية مشتتة للذهن -مثل حل مسألة رياضية- احتمالية اختيار الفرد المنهح العواقبي. عندما طُلب منهم تفسير أو تعليل إجاباتهم، اختار الخاضعون للتجربة المبادئ العواقبية بشكل تفضيلي –حتى من أجل تفسير استجابات الاخلاق الواجبة التمييزية. تظهر أدلة أخرى أن الاستجابات العواقبية لمشكلة العربية مثل المعضلة مرتبطةً بقصور في الوعي الشعوري عند أشخاص لديهم نزعة للامفرداتية (فقد العواطف، بالإنجليزية: Alexithymia) أو للاعتلالات النفسية.  وفي الجانب المقابل، يقحم الخاضعون للتجربة الذين حُضّروا ليكونو أكثر عاطفية أو حساسية إجابات أخلاق واجبة تمييزية أكثر.
بالإضافة إلى ذلك، تظهر نتائج غرين أن بعض مناطق الدماغ، مثل القشرة أمام الجبهية المتوسطة، والتلفيف الحزامي الخلفي/الطلل، والتلم الصدغي العلوي الخلفي/الفص الجدراي السفلي، واللوزة الدماغية، تكون مرتبطة بالعمليات الشعورية. أظهر الخاضعون للتجربة زيادة فعالية في هذه المناطق من الدماغ عندما عُرضوا أمام حالات تتضمن استخدام القوة الشخصية (مثل معضلة جسر المشاة). القشرة أمام الجبهية الظهرانية الوحشية والفص الجداري هما مناطق الدماغ «المعرفية»، إذ يظهر الخاضعون زيادة فعالية في هاتين المنطقتين عندما عُرّضوا لمعضلات أخلاقية غير شخصية.